# Albert Parissot

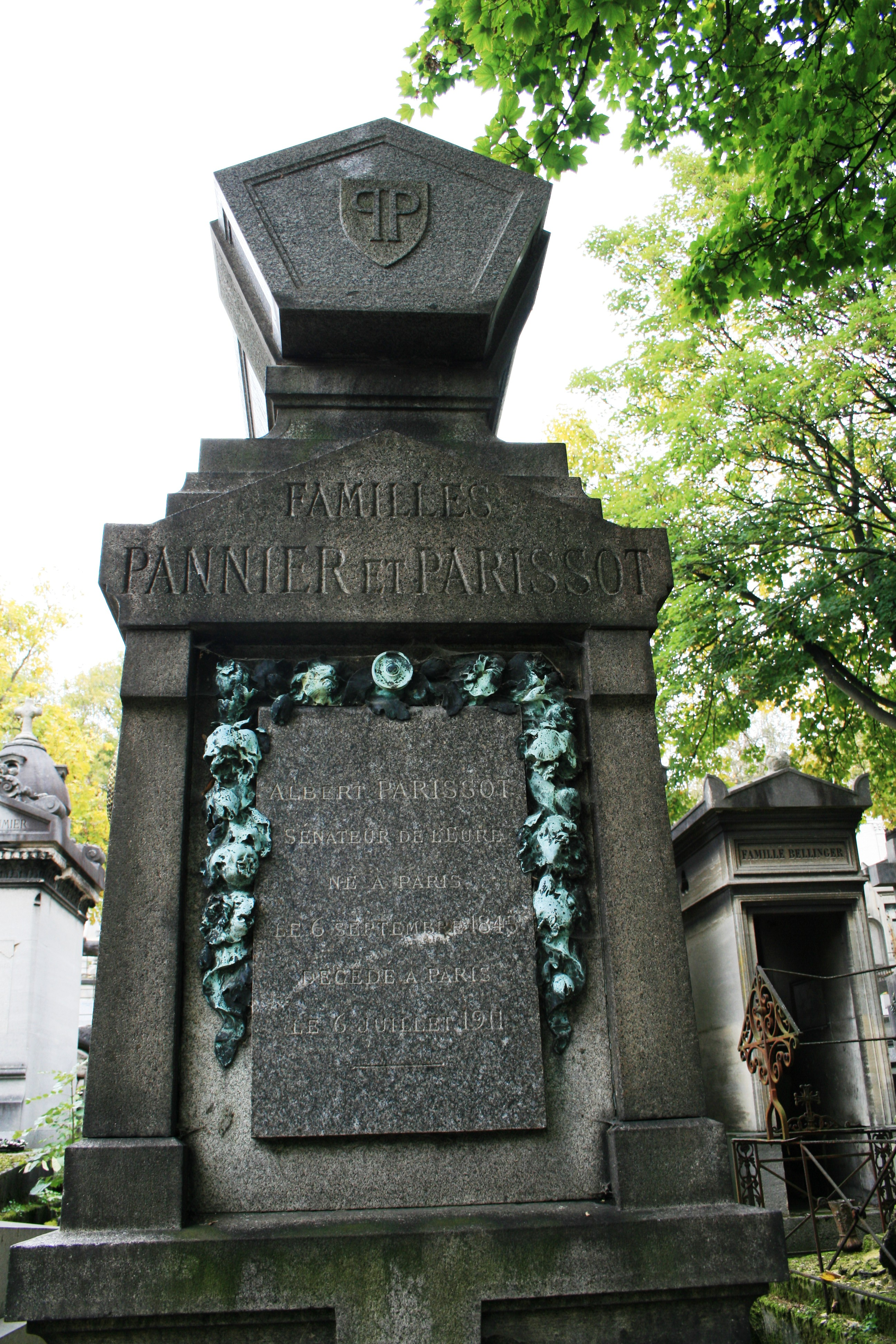
Sépulture d'Albert Parissot au cimetière du Père Lachaise (div. 68) à Paris XX

Albert Georges Parissot, né le 6 septembre 1845 à Paris et mort le 6 juillet 1911 dans la même ville, est un homme politique français, sénateur de l'Eure sous la IIIe République. Il fut également homme de lettres et propriétaire agricole.

## Biographie
Originaire de Beaumontel dans l'Eure, Albert Parissot naît le 6 septembre 1845 à Paris. Son père dirige La Belle Jardinière, fondée par sa famille. Il fait ses études au collège Sainte-Barbe puis à la faculté de droit.
Albert Parissot fut sénateur de l'Eure, sous la IIIe République, de 1895 à 1911. Il fut également maire de Thibouville, conseiller général de Beaumont-le-Roger et président du syndicat agricole de l'arrondissement de Bernay.
Au Sénat, Parissot siège aux groupes de la gauche républicaine, de l'alliance républicaine progressiste et de l'union républicaine. 
Quand il est élu au Sénat, il s'engage à construire de grands bâtiments pour le département. Il fonda le parc municipal de Beaumontel qui relie cette commune à Beaumont-le-Roger. Plus tard, il s'appellera le parc Parissot.
À la fin de son mandat de sénateur, il se retire dans une petite propriété, à Beaumontel. Il meurt le 6 juillet 1911 dans son appartement du 29 de l'avenue de Messine, à Paris. Il est enterré au cimetière du Père-Lachaise (68e division), mais son cœur repose au parc Parissot qu'il a fondé et qui porte son nom, sous un obélisque.

## Hommages
Dans l'Eure, Albert Parissot est un personnage politique clef local. Le parc Parissot de Beaumontel porte son nom ainsi qu'un petit pavillon forestier (dans le parc) et qui porte les armoiries du village. Enfin, près de la gare de Beaumont-le-Roger, un buste a été sculpté en sa mémoire.

## Sources
- « Albert Parissot », dans le Dictionnaire des parlementaires français (1889-1940), sous la direction de Jean Jolly, PUF, 1960 [détail de l’édition]